# Tonicidad
Tonicidad es una propiedad de la sílaba tónica en la mayoría de lenguas del mundo, de la sílaba que suena más fuerte en una palabra. Es una característica de la lengua y tiene su estudio en la prosodia.
Al depender de la lengua la sílaba tónica de una palabra puede o no ser marcada con acentos gráficos, siempre de acuerdo con las reglas de acentuación. En muchas lenguas el acento recae en una sílaba fija (como el francés o el turco), por lo que no es fonológicamente distintivo aunque sea fonéticamente audible. También se ha señalado que algunas lenguas, por ejemplo en algunas variantes de japonés (Kagoshima, Miyakonojo, Sendai) todas las palabras carecen de acento. Tampoco parece existir acento en ciertas lenguas tonales como el chino o el mende.

## Acento gráfico
Lenguas como el latín, el alemán, el esperanto y el francés no utilizan acentuación gráfica para marcar la tonicidad: sus reglas de pronunciación son regulares. El inglés tampoco utiliza acentos. Pero en inglés, no es posible prever la tonicidad de las palabras. 
Por su parte, el castellano y el portugués utilizan acentos, como en lámpara (en castellano) y lâmpada (en portugués).
Las señales gráficas que se utilizan para marcar la tonicidad de las palabras puede tener muchas formas de acuerdo con la lengua en estudio. El castellano utiliza la tilde o acento agudo (´), como en lámpara y también.
En Portugués se utiliza también el acento circunflejo (^), como en lâmpada.
En los cursos de lenguas es común la utilización de otras marcas, como la macro (¯), la braquia (una pequeña "u" sobre la vocal), la negrita, la itálica, los colores y las sombras, las letras mayúsculas, etc.

## Poesía
En la poesía, la tonicidad de la última palabra del verso es utilizada para el cálculo del número de sílabas, y por eso es muy importante para la métrica. 